# Meredith D’Ambrosio
Meredith D’Ambrosio (* 20. März 1941 in Boston) ist eine US-amerikanische Musikerin (Jazzgesang, Piano), Malerin und Songwriterin.
D’Ambrosio stammt aus einer musikalischen Familie und hatte seit dem Alter von sechs Jahren Klavier- und Gesangsunterricht. Mit siebzehn Jahren sang sie im Fernsehen. Sie besuchte 1953 das Berklee College of Music und studierte 1958/59 auf der Boston Museum School Kunst. In den 1950er Jahren musizierte sie mit lokalen Bands; sie verfertigte auch Papierrollen und Kalligrafien. 1966 fragte John Coltrane sie, ob sie mit auf seine Japantournee gehen wollte; sie lehnte ab, weil sie sich noch weiterentwickeln wollte. Über zehn Jahre später nahm sie ihr Debütalbum Lost in His Arms auf, an dem ihr Ehemann Eddie Higgins mitwirkte. Mitte der 1980er Jahre gastierte sie auf Festivals in Italien und Frankreich. Auf dem Label Sunnyside Records erschienen in den 1980er und 1990er Jahren weitere Alben, u. a. mit Gastmusikern wie Phil Woods, Hank Jones, Lee Konitz, Fred Hersch, Harold Danko, Erik Friedlander und Rufus Reid.
D’Ambrosio lehrte seit 1980 Piano und Gesang an verschiedenen Colleges. Nach dem Urteil der Kritiker Richard Cook und Brian Morton zeichnet sie sich durch die außergewöhnliche Auswahl ihres Songmaterials aus, wie selten interpretierte Songs von Burton Lanes „A Rainy Afternoon“ oder Noël Cowards „Zigeuner“ sowie Titel von Dave Frishberg, Gene Lees, Loonis McGloohan oder Deborah Henson-Conant („How Is Your Wife“). Sie schrieb auch eigene Texte zu Titel wie John Carisis „Israel“, Dave Brubecks „Strange Meadowlark“, Al Cohns „The Underdog“ oder „Giant Steps“ von John Coltrane.

## Diskographische Hinweise
- Little Jazz Bird (Palo Alto, 1982) mit Phil Woods, Hank Jones, Bill Goodwin
- It's Your Dance (Sunnyside Records, 1985) mit Harold Danko, Kevin Eubanks
- South to a Warmer Place (Sunnyside, 1989) mit Lou Colombo
- Love Is Not a Game (Sunnyside, 1990) mit Eddie Higgins, Rufus Reid, Keith Copeland
- Love Is for the Birds (Sunnyside, 2001)
- Wishing on the Moon (Sunnyside, 2006)
- Sometime Ago (Sunnyside, 2020)